# アンティステネス

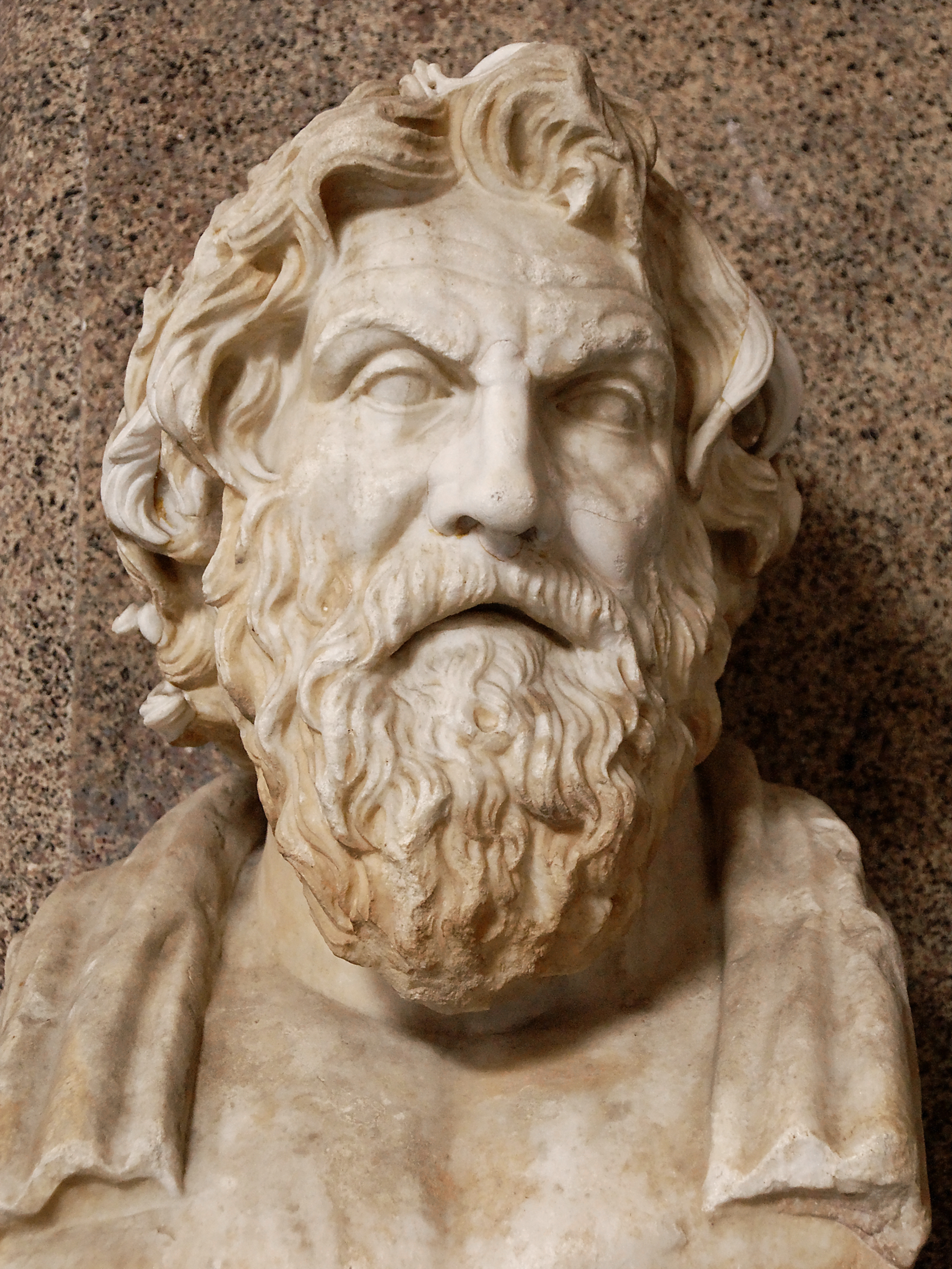
アンティステネス

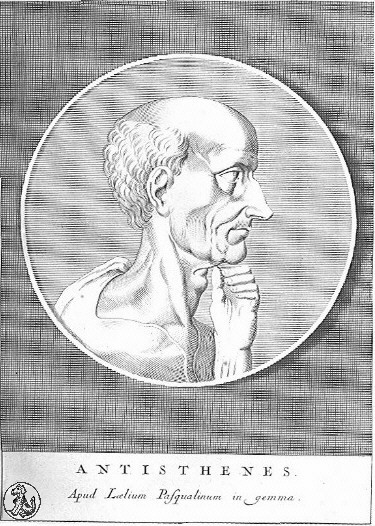
アンティステネス

アンティステネス（アンティステネース、古希: Ἀντισθένης、Antisthenēs、紀元前446年頃 - 紀元前366年頃）は、古代ギリシアの哲学者。同時代人であるソクラテスの影響を受けつつ、独自の思想を展開した。ディオゲネスらキュニコス派の祖としても知られる。

## 概要
アテナイ人の父とトラキア人の母のもと、アテナイに生まれた。ソクラテスの影響を受ける以前は、ゴルギアスやヒッピアス、プロディコスといったソフィストのもとで修辞学などを学んだとされる。その後、アテナイ郊外のキュノサルゲスを学園として自らの思想を説いた。
逸話の一つとして、彼はソクラテスの言葉を聴くためにピレウス港からアテナイ市街へと毎日徒歩で通い、友人たちにも共に来るように薦めていたといわれる。
またアンティステネスは、着古した上衣を下着として着用し、その他には杖と頭陀袋だけを所持していた。

## 思想
ディオゲネス・ラエルティオスによればその著作は10巻に及び、倫理学を中心に言語哲学や自然哲学を説いたとされる。しかしながら、現在はその断片しか残されていないため、彼の思想には不明な点が多い。叙述形式としては対話篇を好んだとされる。
加えて彼は「善をなしていながら、悪評が立つのが気高いことなのだ」と語っており、マルクス・アウレリウスはストア派の立場から『自省録』の中でこの言葉を引用している。一方、アリストテレスはその著作『政治学』の中で、アンティステネスが遺したと考えられる兎と獅子の寓話を引用している。

## 関連文献
- 納富信留『ギリシア哲学史』「第22章 アンティステネス ソフィストとソクラテスのハイブリッド」 筑摩書房、2021年。ISBN 978-4-480-84752-2